# Základní emoce podle Paula Ekmana
Americký psycholog Paul Ekman sestavil v roce 1990 rozšířený seznam základních emocí (též primárních), včetně celé řady pozitivních a negativních emocí, které však nejsou všechny zakódované do obličejových svalů.

## Co je/jsou to emoce?
V psychologii jsou emoce definovány jako komplexní stav pocitů, které mají za následek fyzické a psychické změny, jež posléze ovlivňují naše myšlení a chování. Emocionalita je spojena s řadou psychologických jevů včetně temperamentu, nálady, motivace a osobnosti. Podle autora Davida G. Meyerse lidské emoce zahrnují „… fyziologické vzrušení, expresivní chování a vědomé zkušenosti.“

## Základní emoce podle P. Ekmana
K základním emocím podle Ekmana patří:
- Štěstí – nejčastějším vyjádřením jsou rozšířené zorničky a koutky úst směřující nahoru. Tyto projevy doprovází vlídný otevřený postoj. Velké množství lidí si přidává i další projevy. Např. tleskání, skákání nebo mnutí rukou.
- Neštěstí – člověk má svraštělé čelo a tvoří se mu vrásky v oblasti čela. Koutky úst, na rozdíl od pocitu štěstí, směřují dolů. Často můžeme také pozorovat zkřížené ruce na prsou, vytvářející kolem těla pomyslnou bariéru.
- Neočekávané překvapení – se projevuje otevřením úst a svěšením spodní čelisti. Dále rozšířenými zorničkami a vykulenýma očima. Ramena jdou směrem nahoru, jsme nadchnuti.
- Splněné očekávání – pocit spokojenosti, viz radost a štěstí.
- Strach a bázeň – pevně sevřené rty, zúžené zorničky, máme vyschlo v ústech. U malých dětí je reakcí na strach schování se. V dospělosti toto přetrvává ve formě ochranné bariéry.
- Pocit jistoty – vyjadřuje sebejistý postoj, napřímená páteř a přímý oční kontakt. U sebejistých lidí se vyskytuje i povýšený pohled nad ostatními.
- Radost – stejné vyjádření jako štěstí, ale radostná mimika je doprovázena i zvukovým projevem – smíchem
- Smutek – koutky úst směřují dolů, stejně jako hlava a pohled. Celkový postoj je spíše uzavřený do sebe. Přidává se i třes končetin a rtů. Častým znakem před blížícím se pláčem jsou stažené svaly mezi obočím a nosem.
- Klid – projevuje se uvolněným postojem, volně svěšenýma rukama podél těla a přívětivým úsměvem i pohledem.
- Rozčilení – vyjadřují pevně sevřené rty i zuby, ruce jsou sevřené v pěst, člověk je napnutý a připravený kdykoliv zaútočit. Pozorujeme rozšířené nozdry a přivřené oči.
- Spokojenost – viz klid
- Nespokojenost až znechucení – zkřížené paže, ohrnutí nosu, odvrácený pohled
- Zájem – znakem jsou rozšířené zorničky a přímý pohled. Pokud je to zájem o druhé pohlaví, často se vyskytuje tzv. kopírace, kdy člověk provádí stejné pohyby jako jeho společník. Vytváří tak dojem, že jsou si podobní a mají společné zájmy.
- Nezájem – tělo je odkloněné, špičky nohou směřují k východu. Neopětujeme oční kontakt, naopak, pohled těká z místa na místo.

### Smutek a agonie
Smutek je jednou z déle trvajících emocí. Agonie je doba, která se obvykle se smutkem prolíná. Člověk se v ní cítí absolutně bezmocný. Agonie postupně odchází a zase přichází ve snaze překonat ztrátu, která je provázena smutkem a po něm znovu a znovu přichází již zmíněná agonie.
Smutek samotný může být kombinován i s hněvem, sebeubližováním atd. Ekman předpokládá, že konzumace antidepresiv popřípadě jiných tlumících léků nesnižuje pocit smutku, ale pouze prodlužuje dobu jeho nástupu. Člověk, který strádá a užívá léky, nedokáže vyjádřit dostatečně svůj smutek a tím ztrácí soucit a pomoc druhých.
Existuje mnoho situací a životních ztrát, které dokáží vyvolat smutek. Jsou jimi například: ztráta – úmrtí blízké osoby; odmítnutí ze strany přítele či milence; ztráta sebedůvěry z neúspěchu v dosahovaném cíli; ztráta obdivu či pochvaly od nadřízeného; špatný zdravotní stav; a pro některé to může být i ztráta drahocenného objektu.
Výraz obličeje následkem velkého smutku nebo utrpení: vnitřní část obočí se lehce vychyluje směrem vzhůru, svaly kolem očí jsou napjaté, rty jsou vodorovné a pevné, spodní ret lehce vystupuje, tváře pozvednuté, brada se tlačí dopředu, horní víčka jsou spadlá a oči se upírají směrem dolů. V případě, že z výrazu tváře vytušíme, že je daná osoba smutná, neznamená to, že chce aby o tom okolí vědělo a utěšovalo ji. Ale pro nás je důležité tuto emoci rozpoznat, protože nám to pomůže v rozhodnutí, jak s takovou osobou komunikovat.
U osoby, která prožívá jeden z výše uvedených pocitů můžeme pozorovat také tyto příznaky: snížené úsilí ve školních či pracovních aktivitách, problém s koncentrací, pamatování či rozhodování, ztráta chuti k jídlu a v extrémních případech i myšlenky na sebevraždu. Tyto osoby si také často stěžují na různé typy bolestí.

### Hněv
Hněv je přirozená emoce, se kterou máme všichni zkušenost. Mírné formy hněvu mohou zahrnovat nelibost, podráždění nebo odpor. Když reagujeme na nějakou kritiku či výhrůžku, může to v nás vyvolat hněv – obvykle je to zdravá a přirozená reakce.
Hněv samotný ale může být také sekundární reakcí smutku, osamocení nebo velkého strachu. Když se však stane plnohodnotným a ovládne naše smysly, je pravděpodobné, že děláme nebo říkáme věci, které jsou situaci nepřiměřené. Co přesně je hněv?
Podle Americké psychologické asociace je hněv je zcela normální, obvykle zdravá lidská emoce. Nicméně, když se dostane mimo kontrolu, může mít za následek destruktivní účinky. Neovladatelný hněv může vést k vážným problémům v práci a v osobních vztazích a může narušit celkovou kvalitu života. Není to jen duševní stav naší mysli, ale může vyvolat i různé zdravotní problémy jako zvýšení srdeční frekvence, krevního tlaku a hladiny adrenalinu a noradrenalinu. Hněv má své výhody pro přežití, formuje část našeho úsudku v boji a dovolí mozku rychlejší reakci při ohrožení.
Když se člověk nebo zvíře rozhodne podniknout kroky k zastavení hrozby nebo jí popřípadě čelit, je to obvykle hněv, co ovládá myšlení a fyziologii. V mnoha případech člověk či zvířata vyjadřují hněv hlasitými zvuky, tím, že cení zuby a v některých situacích zírají a zaujímají takový tělesný postoj aby dali agresorovi najevo, že má přestat se svým výhrůžným chováním.
Je neobvyklé, aby došlo k fyzickému napadení bez těchto prvotních příznaků hněvu. Pokud se neznámý člověk přiblíží k vrhu s novorozenými štěňaty, fena (matka) bude s největší pravděpodobností v první řadě vrčet, cenit zuby a zaujme spíše obranný, popřípadě útočný postoj, než aby zaútočila bez varování.
Pokud neoprávněně vstoupíme na soukromý pozemek nějakého zemědělce v odlehlé oblasti, jeho přístup může být podobný. Jeho hlas bude nepřátelský, tak jako jeho řeč a držení těla. Hněv může instinktivně narůst v lidech a ostatních zvířatech ve snaze ochránit své území, potomky a členy rodiny. Podobně reagují, jsou-li ohroženy jejich zdroje potravy a další životní potřeby.
Co může v lidech vyvolat hněv? Žal – ztráta milované osoby; sexuální frustrace; únava; hlad; bolest; hrubé jednání; absence návykových látek u závislých osob; fyzické i duševní onemocnění; alkohol; nespravedlnost; šikana; ponižování; ztrapnění; prohra … atd.

### Opovržení
Pocit morální nadřazenosti nad druhým jedincem. Nesouhlas s činy a názory opovrhované osoby. Slova jako despekt, pohrdání, podceňování jsou adekvátními synonymy pro slovo „opovržení.“ Opovrhujeme-li někým, znamená to, že jej ignorujeme, peskujeme či odbýváme. Opovržení je podobné odporu, ale týká se spíše lidí a jejich vlastností než chemicko-toxických látek.
Některé studie naznačují, že opovržení nebo jeho náznaky, zlost a znechucení, spolu navzájem souvisejí. Tyto emoce vznikají, když jsou v rozporu morální kodexy komunity. Výraz obličeje opovržení má tyto charakteristické rysy: brada směřuje vzhůru, což dává větší pocit nadřazenosti; koutek úst je znehybněný a lehce pozvednutý s náznakem úsměvu pouze na jedné straně obličeje; lehký úsměv může naznačovat potěšení. Tento výraz nazýváme úšklebkem.

### Strach
Strach je definován jako nepříjemná, často velmi silná emoce způsobená povědomím anebo očekáváním nějakého nebezpečí, která je doprovázena individuálním psychickým a fyzickým projevem.
Psychologické stavy zahrnují pocit emocionálního přetížení, nepřekonatelnou úzkost, neklid či naopak pocit ochromení, tzv. paralýza. K fyziologickým projevům patří zrychlený tep, rozšířené zornice, zvýšená potivost zejména dlaní, třes končetin, zrychlené povrchové dýchání. V některých případech může nastat zrychlená střevní činnost tzv. „strachy se posral.“
Strach má velký vliv na to, jak vnímáme své okolí a snižuje práh smyslového vnímání. Přísloví „Strach má velké oči“ znamená, že člověk si obvykle ve své imaginaci představuje důvod svého strachu daleko hrozivější, než jaký ve skutečnosti je.
Člověk může prožívat akutní i chronické stavy strachu. Chronický strach na rozdíl od strachu akutního může mít dlouhodobé destruktivní účinky na lidskou psychiku. Existují různé typy strachu, stejně tak jako různé úrovně úzkosti, které s ním souvisí.
Co způsobuje strach? Narodili jsme se pouze se dvěma „strachy“: strach z pádu a strach z hlasitých zvuků. Všechny ostatní obavy – strachy se vyvinuly ze situací z minulosti, které si asociujeme s bolestí či pocitem nebezpečí. Jsme „naprogramováni“ minulými zkušenostmi, abychom se vyhnuli právě těm situacím, které máme spojené s bolestí a ohrožením. Je několik společných sociálních obav, jako je strach z neúspěchu, selhání, odmítnutí, kritiky.
Jak se zbavit strachu?
1) Fyzická zátěž – fyzická aktivita posiluje mysl, tělo a hlavně imunitní systém. Při cvičení mozek uvolňuje endorfiny, které napomáhají zdravé mysli a tělu. V neposlední řadě cvičení odvádí myšlenky od starostí.
2) Stanovení cílů – je důležité si vytyčit reálné cíle, které jsou krátkodobého charakteru a jsou splnitelné. Čím více takových úkolů splníme, tím více si začneme věřit a tím pádem budovat větší sebevědomí. Právě budování sebevědomí je vynikajícím nástrojem pro odbourávání strachu.
3) Promluvte si o tom – obavy se mohou rozrůstat, když je budeme držet uvnitř. Začnou se na sebe kupit, přibývají a v konečném výsledku nás děsí. Proto je důležité o obavách a strachu mluvit, protože to uvolňuje naše vnitřní napětí a získáváme okamžitou zpětnou vazbu.

### Překvapení
Překvapení je neutrální emoce, která pramení z neočekávané situace. Překvapení může zahrnovat i úžas, obdiv, uchvácení, oslnění i udivení.
Pocit překvapení nastává při nečekané situaci, například když sedíme vedle nějakého člověka a ve chvíli, kdy vstane, zjistíme, že měří ke dvěma metrům. Překvapení je často spojeno s dalšími emocemi jako je pocit štěstí, když dostaneme dárek od milované osoby, anebo pocit strachu, když se během ranní procházky objeví za stromem medvěd. O pocitu překvapení můžeme zatím jako o jediném tvrdit, že je neutrální a ve většině případů je „předskokanem“ jiné vyhraněnější emoce.
Překvapení je nejrychlejší emoce, která trvá maximálně sekundu; je to emoce pohotovosti. Obočí je zvednuté, abychom nemohli zavřít oči právě na zmíněnou sekundu. Rychle se zhluboka nadechneme, abychom naše tělo připravili na další reakci.
Každý člověk interpretuje své překvapení trochu jinak. Záleží na tom, jak se ho zeptáme. Někteří lidé si tuto emoci velice užívají a dychtí po nových situacích, kde je čeká moment překvapení. Pro jiné je to naopak velice nepříjemné, často stresující, a snaží se takových momentů vyvarovat.
Překvapení bývá často chybně zaměňováno se strachem. Obličejová mimika bývá velice podobná, v obou případech máme pozvednuté obočí, ale ve strachu je obočí zároveň s pozvednutím přitahováno k sobě navzájem. Překvapení zahrnuje „spadnutí brady“ na rozdíl od strachu, kde rty jsou v křeči, přitisknuté k sobě a v horizontální poloze. Překvapení využívá vydatného nádechu jako zdroje prvního zvuku.

### Znechucení /odpor
Znechucení je emoce označovaná jako averze k něčemu, co se nám hodně nelíbí. Související emoce jsou pocity opovržení a nevolnosti. Když lidé cítí odpor, vyvolá to silný vnitřní impuls aby se vyhnuli věci nebo situaci, která jím tento pocit přinesla. Věci které mohou vyvolat znechucení: odpadky, nepříjemné pachy, neznámé chutě atd. Zvuk, který vydáváme při znechucení je často podobný tomu, když kašleme nebo si chceme pročistit zahleněné hrdlo. Je to také podobný zvuk, který z nás vychází při zvracení. Výraz obličeje zahrnuje svraštění nosu, které nám brání v dýchání – prevence vdechnutí.